# 梅田正博
梅田 正博（うめだ まさひろ、1958年6月25日 - ）は、日本の歯科医師・歯学者。長崎大学大学院医歯薬学総合研究科医療科学専攻 展開医療科学講座
口腔腫瘍治療学分野教授。

## 経歴
1983年東京医科歯科大学卒業、1987年神戸大学大学院修了。神戸大学より医学博士の学位を取得、学位論文の題は「ハイドロキシアパタイトセラミックスの骨伝導能に関する組織学的・生化学的研究」。以後、神戸大学助手、沖縄セントラル病院医長、神鋼加古川病院医長、神戸大学講師、助教授、准教授を務め、2011年より長崎大学教授に就任。2024年より長崎大学名誉教授、愛知学院大学客員教授。
専門は口腔癌の臨床、薬剤関連顎骨壊死。

## 著作
- 梅田正博 他 著、清水正嗣、小浜源郁 編『口腔癌 診断と治療』デンタルダイヤモンド、1989年1月。 NCID BN03188245。
- 梅田正博 他 著、古森孝英 編『日常の口腔外科 はじめから』永末書店、2004年11月20日。ISBN 4-8160-1141-2。 NCID BA70192974。
- 梅田正博 他 著、古森孝英 編『医療従事者のための口腔外科学』永末書店、2006年11月3日。ISBN 4-8160-1169-2。 NCID BA7978893X。
- 梅田正博 著「42 家庭医が注意すべき歯科救急」、日本家庭医療学会 編『プライマリ・ケア救急-即座の判断が必要なとき』プリメド社〈ファミリー・プラクティス・セミナー 3〉、2007年3月、203-207頁。ISBN 9784938866327。 NCID BA80988299。
- 梅田正博、古森孝英 著、日本口腔外科学会 編『一般臨床家、口腔外科医のための口腔外科ハンドマニュアル'10』クインテッセンス出版〈別冊 ザ・クインテッセンス〉、2010年7月10日。ISBN 978-4-7812-0143-6。 NCID BA6124521X。
- 重田崇至、梅田正博 著「25 口腔癌への対応」、古森孝英 編『こんな患者さんが歯科に来たときは？ 全身疾患・口腔外科疾患に対する診療マニュアル』第一歯科出版、東京都品川区、2011年12月1日、196-208頁。ISBN 978-4-924858-58-9。 NCID BB07797320。
- 梅田正博 編『周術期口腔機能管理の基本がわかる本 基礎知識から口腔管理の実際まで』クインテッセンス出版、2013年12月10日。ISBN 978-4-7812-0344-7。 NCID BB14277772。

## 所属団体
- 日本歯科医学会
  - 日本口腔外科学会 代議員[3]
  - 日本障害者歯科学会 指導医[4]
  - 日本老年歯科医学会 認定医[4]
  - 日本口腔感染症学会 評議員[5]
  - 日本有病者歯科医療学会 評議員[6]
  - 日本口腔腫瘍学会 理事[7]
- 日本医学会
  - 日本口腔科学会 評議員[8]
- 日本頭頸部癌学会 評議員[9]
- 日本がん治療認定医機構 暫定教育医[4]
- 口腔病学会 評議員[10]

| 学職                                                                                                 | 学職                                                                                                  | 学職          |
| --- | --- | ------------- |
| 先代 水野明夫 第2代 1991年 - 2010年 口腔外科学第一講座、口腔顎顔面部病態・外科制御学分野教授として。 | 長崎大学口腔腫瘍治療学分野教授 第3代 2011年3月 - 口腔顎顔面外科学分野、口腔腫瘍治療学分野教授として。 | 次代 （現職） |